# Taça da Liga de Futsal de 2016–17
A Taça da Liga de Futsal de 2016–17 foi a 2ª edição da terceira maior competição de clubes de futsal organizada pela FPF. O Sporting Clube de Portugal era o detentor do título.
Numa reedição da final anterior, o Sporting CP derrotou o AD Fundão e conquistou o troféu.

## Formato
A Taça da Liga de Futsal de 2016–17 foi disputada por oito equipas num sistema de eliminatórias a uma mão. Um sorteio é realizado para determinar as equipas que se defrontarão nos quartos-de-final da competição. 

## Qualificação
Para disputar a Taça da Liga de Futsal de 2016–17, as equipas terão de disputar a primeira volta da fase regular do campeonato nacional da mesma época. As 8 equipas mais bem classificadas qualificam-se. Após a conclusão da 13ª jornada, última jornada da primeira volta do Campeonato Nacional, a classificação era a seguinte.
| Pos. | Equipe                | Pts | J  | V  | E | D | GP | GC | SG  |
| ---- | --------------------- | --- | -- | -- | - | - | -- | -- | --- |
| 1    | Sporting CP           | 35  | 13 | 11 | 2 | 0 | 72 | 21 | 51  |
| 2    | SL Benfica            | 32  | 13 | 10 | 2 | 1 | 56 | 18 | 38  |
| 3    | SC Braga/AAUM         | 30  | 13 | 9  | 3 | 1 | 50 | 23 | 27  |
| 4    | CF Belenenses         | 26  | 13 | 8  | 2 | 3 | 53 | 42 | 11  |
| 5    | Modicus               | 25  | 13 | 8  | 1 | 4 | 54 | 35 | 19  |
| 6    | AD Fundão             | 16  | 13 | 5  | 1 | 7 | 41 | 51 | -10 |
| 7    | Futsal Clube Azeméis  | 14  | 13 | 3  | 5 | 5 | 42 | 53 | -11 |
| 8    | Leões de Porto Salvo  | 14  | 13 | 4  | 2 | 7 | 39 | 52 | -13 |
| 9    | CCRD Burinhosa        | 0   | 0  | 0  | 0 | 0 | 0  | 0  | 0   |
| 10   | CRC Quinta dos Lombos | 0   | 0  | 0  | 0 | 0 | 0  | 0  | 0   |
| 11   | Rio Ave FC            | 0   | 0  | 0  | 0 | 0 | 0  | 0  | 0   |
| 12   | FCU Pinheirense       | 0   | 0  | 0  | 0 | 0 | 0  | 0  | 0   |
| 13   | CS São João           | 0   | 0  | 0  | 0 | 0 | 0  | 0  | 0   |
| 14   | CDR Os Vinhais        | 0   | 0  | 0  | 0 | 0 | 0  | 0  | 0   |

## Resultados
|  | Quartas de final | Quartas de final  | Quartas de final |           |           | Semifinais | Semifinais | Semifinais |  |  | Final | Final       | Final |
|  |                  |                   |                  |           |           |            |            |            |  |  |       |             |       |
|  |                  |                   |                  |           |           |            |            |            |  |  |       |             |       |
|  |                  | Modicus           | 5                |           |           |            |            |            |  |  |       |             |       |
|  |                  | Leões Porto Salvo | 3                |           |           |            |            |            |  |  |       |             |       |
|  |                  | Leões Porto Salvo | 3                |           | Modicus   | 2          |            |            |  |  |       |             |       |
|  |                  |                   |                  |           | Modicus   | 2          |            |            |  |  |       |             |       |
|  |                  |                   | Sporting CP      | 5         |           |            |            |            |  |  |       |             |       |
|  |                  | SC Braga/AAUM     | Sporting CP      | 5         | 1         |            |            |            |  |  |       |             |       |
|  |                  | SC Braga/AAUM     |                  |           | 1         |            |            |            |  |  |       |             |       |
|  |                  | Sporting CP       | 6                |           |           |            |            |            |  |  |       |             |       |
|  |                  |                   |                  |           |           |            |            |            |  |  |       | Sporting CP | 4     |
|  |                  |                   |                  | AD Fundão | 0         |            |            |            |  |  |       |             |       |
|  |                  | AD Fundão         | 4                |           |           |            |            |            |  |  |       |             |       |
|  |                  | SL Benfica        | 2                |           |           |            |            |            |  |  |       |             |       |
|  |                  | SL Benfica        | 2                |           | AD Fundão | 5          |            |            |  |  |       |             |       |
|  |                  |                   |                  |           | AD Fundão | 5          |            |            |  |  |       |             |       |
|  |                  |                   | CF Belenenses    | 4         |           |            |            |            |  |  |       |             |       |
|  |                  | CF Belenenses     | CF Belenenses    | 4         | 7         |            |            |            |  |  |       |             |       |
|  |                  | CF Belenenses     |                  |           | 7         |            |            |            |  |  |       |             |       |
|  |                  | Futsal Azeméis    | 2                |           |           |            |            |            |  |  |       |             |       |

### Quartos-de-final
| 23 de fevereiro de 2017 | Clube de Futebol Os Belenenses                                              | 7 – 2     | Futsal Clube Azeméis      | Pavilhão Multiusos de Gondomar |
| 11:00                   | Paulo David 7' · Jota 17', 33', 34' · Tunha 22' · Bruninho 29' · Jander 39' | Relatório | Ruca 30' · João Silva 32' | Árbitro: José Gomes            |

| 23 de fevereiro de 2017 | Modicus                                                                                      | 5 – 3     | Leões de Porto Salvo                                      | Pavilhão Multiusos de Gondomar |
| 16:00                   | Fábio Lima 4' · Felipe Simas 9' (g.p.) · Tiago Soares 28' · Gabriel Pereira 34' · Coelho 36' | Relatório | Pauleta 21' · Paulo Fonseca 27' (g.p.) · Diogo Santos 38' | Árbitro: Cristiano Santos      |

| 23 de fevereiro de 2017 | Sporting Clube de Braga / AAUM | 1 – 6     | Sporting Clube de Portugal                                                                | Pavilhão Multiusos de Gondomar |
| 18:30                   | André Coelho 8'                | Relatório | Alex Merlim 2' · Diego Cavinato 17' · Diogo 21', 31' · Dieguinho 26' · Anilton Varela 30' | Árbitro: Vítor Rocha           |

| 23 de fevereiro de 2017 | Associação Desportiva do Fundão         | 4 – 2     | Sport Lisboa e Benfica | Pavilhão Multiusos de Gondomar |
| 21:00                   | Waltinho 9', 40' · Danny 14' · Teka 39' | Relatório | Ré 10' · Chaguinha 40' | Árbitro: António Almeida       |

### Meias-finais
| 25 de fevereiro de 2017 | Modicus                           | 2 – 5     | Sporting Clube de Portugal                                                                | Pavilhão Multiusos de Gondomar |
| 16:45                   | Coelho 15' · Ricardo Ferreira 38' | Relatório | Diego Cavinato 6' · Edgar Varela 32' · João Matos 21' · Leo Jaraguá 25' · André Sousa 39' | Árbitro: Nuno Bogalho          |

| 25 de fevereiro de 2017 | Associação Desportiva do Fundão                                     | 5 – 4     | Clube de Futebol Os Belenenses                              | Pavilhão Multiusos de Gondomar |
| 20:45                   | Waltinho 14' · Yulián Díaz 24' · Márcio Moreira 24', 36' · Teka 28' | Relatório | Jander 12' · Dura 35' · Fábio Armando 36' · Paulo David 38' | Árbitro: Miguel Castilho       |

### Final
| 26 de fevereiro de 2017 | Sporting Clube de Portugal                                         | 4 – 0     | Associação Desportiva do Fundão | Pavilhão Multiusos de Gondomar |
| 17:30                   | Dieguinho 12' · Diego Cavinato 14' · Deo 19' · Rodolfo Fortino 32' | Relatório |                                 | Árbitro: Eduardo Coelho        |

| Sporting CP | AD Fundão |

## Campeão
| Taça da Liga de Futsal de 2017–18 |
| --------------------------------- |
| Sporting CP 2º Título             |